# Manastigma primnoza
Manastigma primnoza är en fjärilsart som beskrevs av Dyar 1912. Manastigma primnoza ingår i släktet Manastigma och familjen juvelvingar. Inga underarter finns listade i Catalogue of Life.